# مجموعة فاو
مجموعة فاو («فرست أوتوموتيف ووركس») (بالإنجليزية: China FAW Group Corp., Ltd. («First Automobile Works»))‏ هي شركة صينية لتصنيع السيارات مملوكة للدولة ومقرها تشانغتشون، جيلين، الصين. منتجاتها الرئيسية هي السيارات. الباصات؛ الشاحنات الخفيفة والمتوسطة والثقيلة؛  وقطع غيار السيارات. أصبحت شركة فاو أول مصنع للسيارات في الصين عندما كشفت النقاب عن أول سيارة ركاب منتجة محليًا، وهي هونغ تشى، في عام 1958.
تعتبر شركة فاو واحدة من أكبر شركات صناعة السيارات الصينية «الأربعة الكبار» جنباً إلى جنب مع شانجان للسيارات وشركة دونغفينغ موتور وسايك موتور. في عام 2014، احتلت الشركة المرتبة الثالثة من حيث الإنتاج حيث بلغت 2.7 مليون سيارة كاملة.
وتمتلك الشركة ثلاثة فروع تابعة للتداول العام: فاو للسيارات المحدودة. (SZSE)، الفاو تيانجين. (SZSE) وشانجشون فاوي للمكونات السيارات. (SSE).

## العلامات التجارية

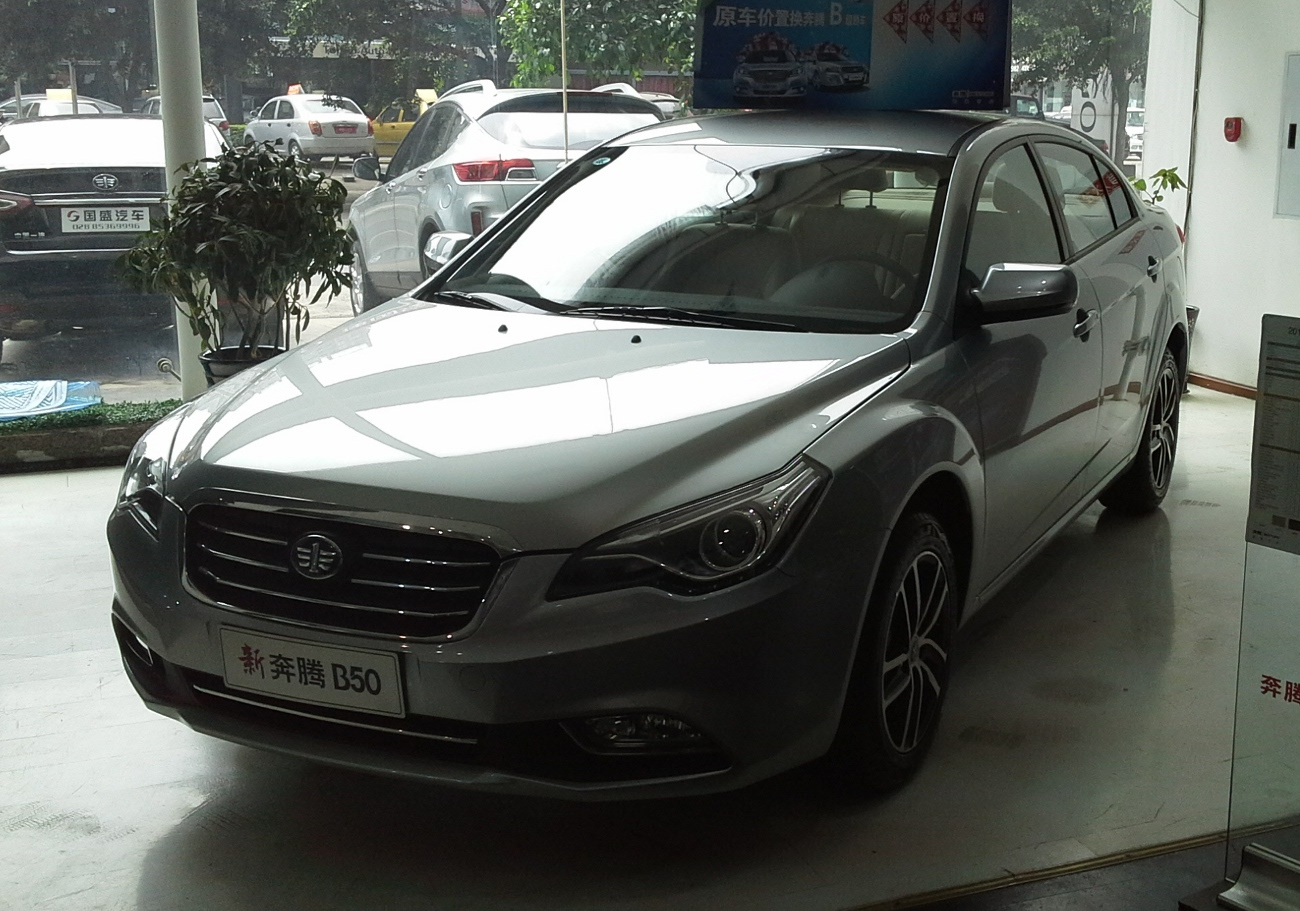
Besturn B50 شد الوجه

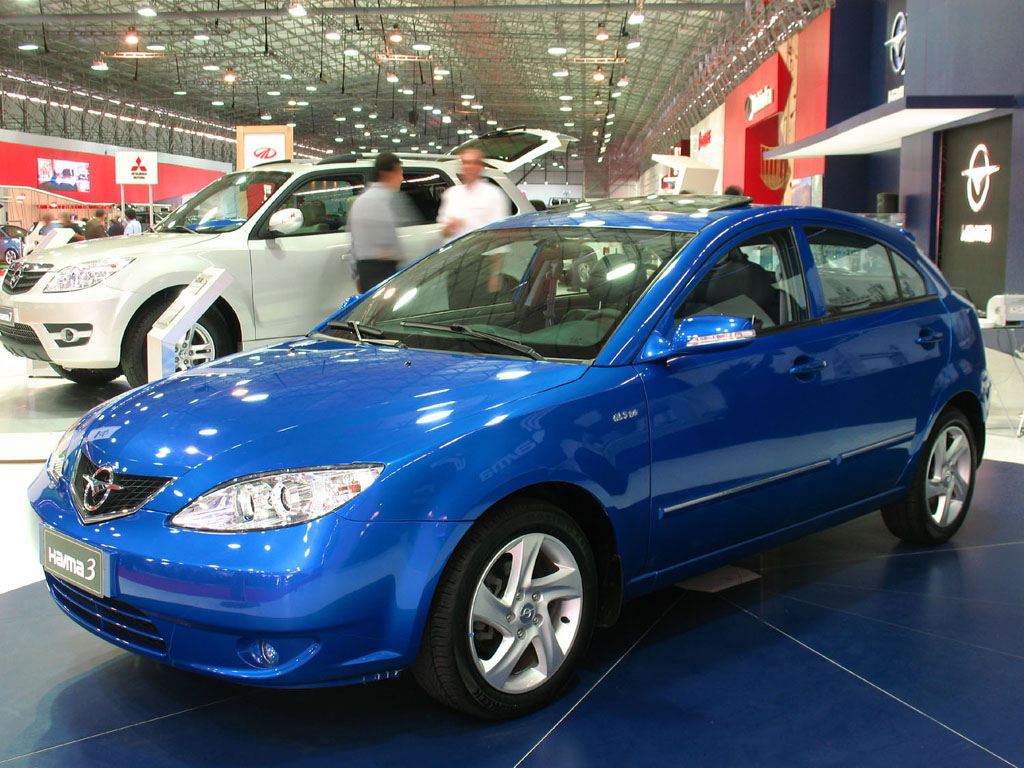
هيماء 3

تبيع شركة فاو المنتجات التي لا تقل عن عشر علامات تجارية مختلفة بما في ذلك العلامات التجارية الخاصة بها. فيما يلي قائمة غير كاملة.
- سيتك، العلامة التجارية التي تركز على السيارات الكهربائية. أنشئت في عام 2018 مع أول سيارة أطلقت تسمى سي تك دف 1.[8]
- تم إنشاء بستورن في 18 أغسطس 2006، [9] وقد يُعرف أيضًا باسم بن تنج.[10]
- سينيا
- داريو [11]
- هايما، هي ماركة للسيارات التي تتخذ من مازدا مقراً لها، وتقع في هاينان
- هونج تشى (بمعنى «العلم الاحمر») [12]
- جياشينغ (ماركيز) (هوالي سابقًا)، وهي علامة تجارية لشركة الفاو تيانجين، وهي شركة تابعة لتصنيع السيارات
- جي فانج [بحاجة لمصدر]
- جيلين، صانع السيارات الصغيرة والشاحنات الصغيرة والشاحنات الصغيرة التي ترى الاستخدام التجاري، في مدينة جيلين بمقاطعة جيلين [13]
- جونباي
- أولاي، [14] العلامة التجارية الجديدة التي كانت تستهدف المشترين الشباب. بدأ إنتاج العلامة التجارية في مارس 2012 باستخدام سيارة فاو أولاي سيدان. تم توقف العلامة التجارية في عام 2015.
- بينجكسيانج [15]
- شنلي [16]
- يوان تشنغ [17]
- تيانجين شيالي

تقوم المشاريع المشتركة الأجنبية أيضًا بتصنيع العلامات التجارية التالية للبيع في السوق الصينية:
- أودي
- جنرال موتورز

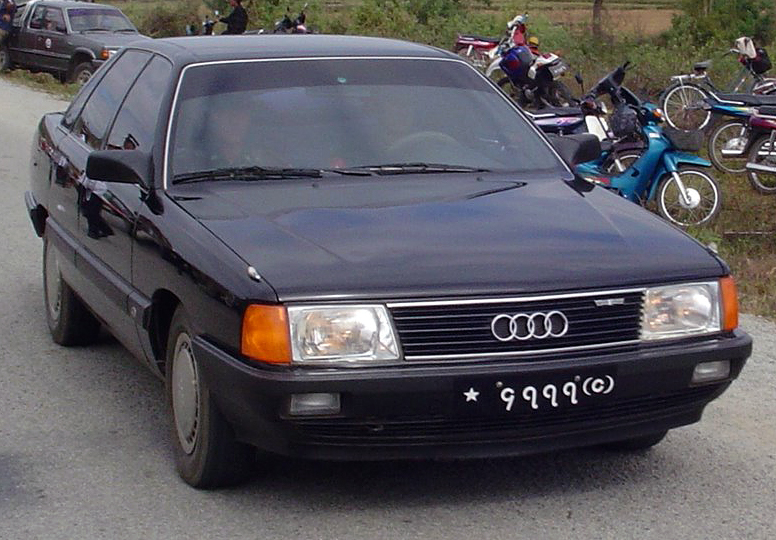
سيارة Audi 100 مصممة من قبل الفاو

- مازدا (على الرغم من أن شركة فاو لا تمتلك مشروعًا مشتركًا كاملًا للتصنيع مع شركة صناعة السيارات اليابانية، فإنها تصنع بعض السيارات التي تحمل علامة مازدا في الصين) [18]
- تويوتا [11]
- فولكس واجن

## الشركات التابعة والانقسامات

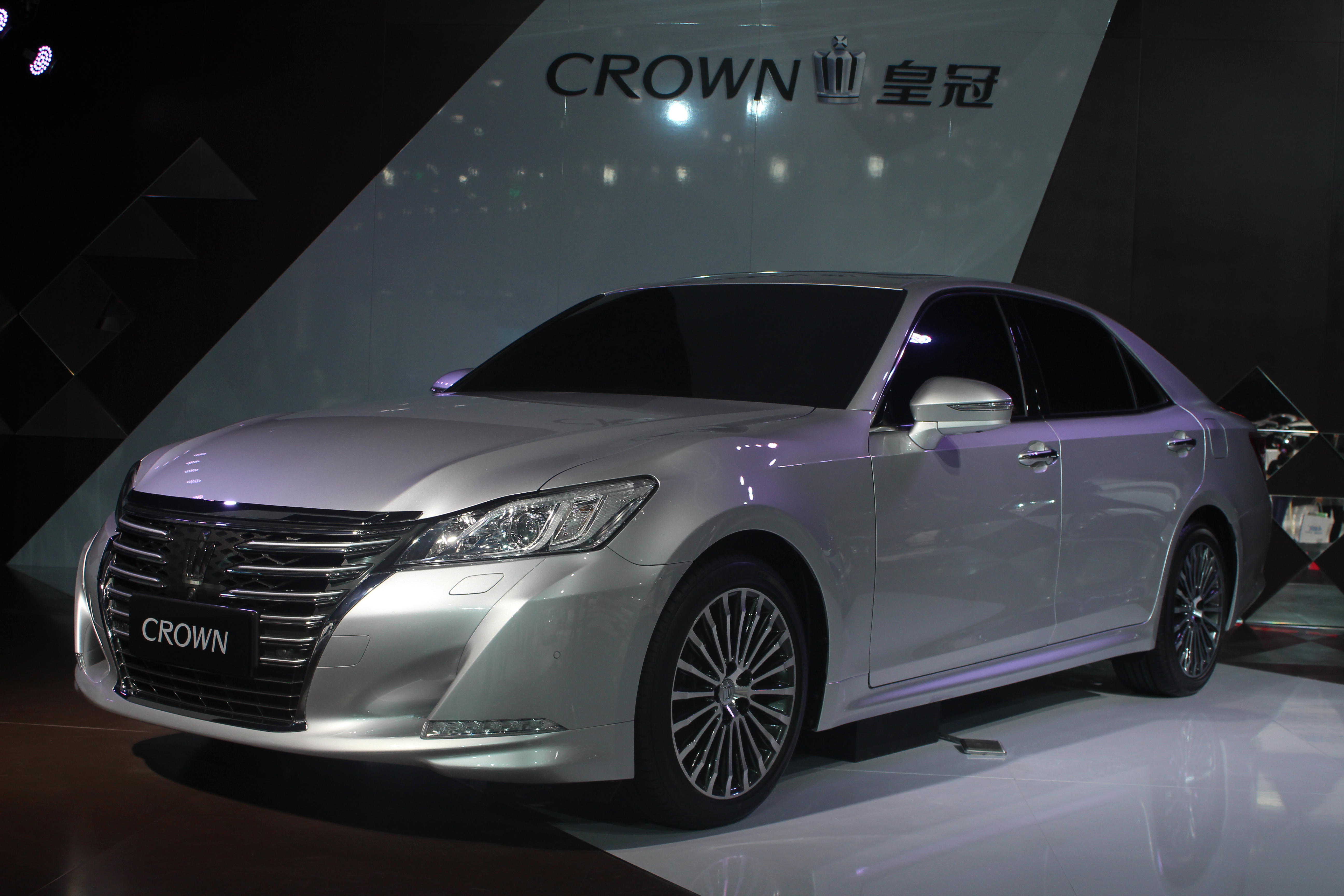
الفاو تويوتا كراون

معهد التاسع تصميم الآلات الصناعية والبحوث

شركة تشنغدو فاو للسيارات المحدودة

شركة داليان لمحركات الديزل

شركة فاو للسيارات المحدودة

شركة الفاو للتزوير المحدودة
الفاو حافلة ومدرب

شركة فاو - جي إم للمركبات الخفيفة التجارية المحدودة
شركة الفاو مسبك المحدودة

شركة فاو هاينان للسيارات المحدودة

الفاو هونغتا يوننان للسيارات المحدودة

شركة الفاو للاستيراد والتصدير (FAWIE)

شركة فاو جيلين للسيارات المحدودة

الفاو جي فانغ شاحنة المحدودة

شركة فاو لسيارات الركاب

شركة فاو جياكسن المحدودة لتكنولوجيا المعالجة الحرارية والكهربائية

شركة فاو تشيمينغ المحدودة لتكنولوجيا المعلومات

شركة فاو سيهوان للسيارات المحدودة

الفاو تيانجين زيالي السيارات المحدودة

شركة فاو المحدودة للأدوات

فاو أداة ويموت المحدودة

مصنع هاربين للمركبات الخفيفة

## قواعد الإنتاج والمرافق
تمتلك فاو قواعد إنتاج تقع في 14 مقاطعة في جميع أنحاء الصين  بما في ذلك مقاطعات قوانغدونغ،  هاينان،  هيلونغجيانغ، جيلين، لياونينغ،  شاندونغ، سيتشوان، ويوننان. تشمل المناطق غير المحلية بودونغ  وتيانجين.

## مبيعات التصدير
بينما تقوم شركة فاو بتصنيع المنتجات للبيع في السوق المحلية بشكل أساسي، فقد قامت بالتصدير إلى العديد من البلدان بدءًا من عام 1957 ببيع ثلاث شاحنات تجارية إلى رجل أعمال في الأردن.
كان لدى FAW عملاء في أكثر من 80 دولة طوال حياة الشركة.  الدول التي صدرت لها منتجات لتشمل مصر،  العراق ،  كينيا ،  المكسيك ،  ميانمار،  باكستان ،  روسيا ،  جنوب إفريقيا ، إيران  زيمبابوي وأوروغواي.

## معرض صور

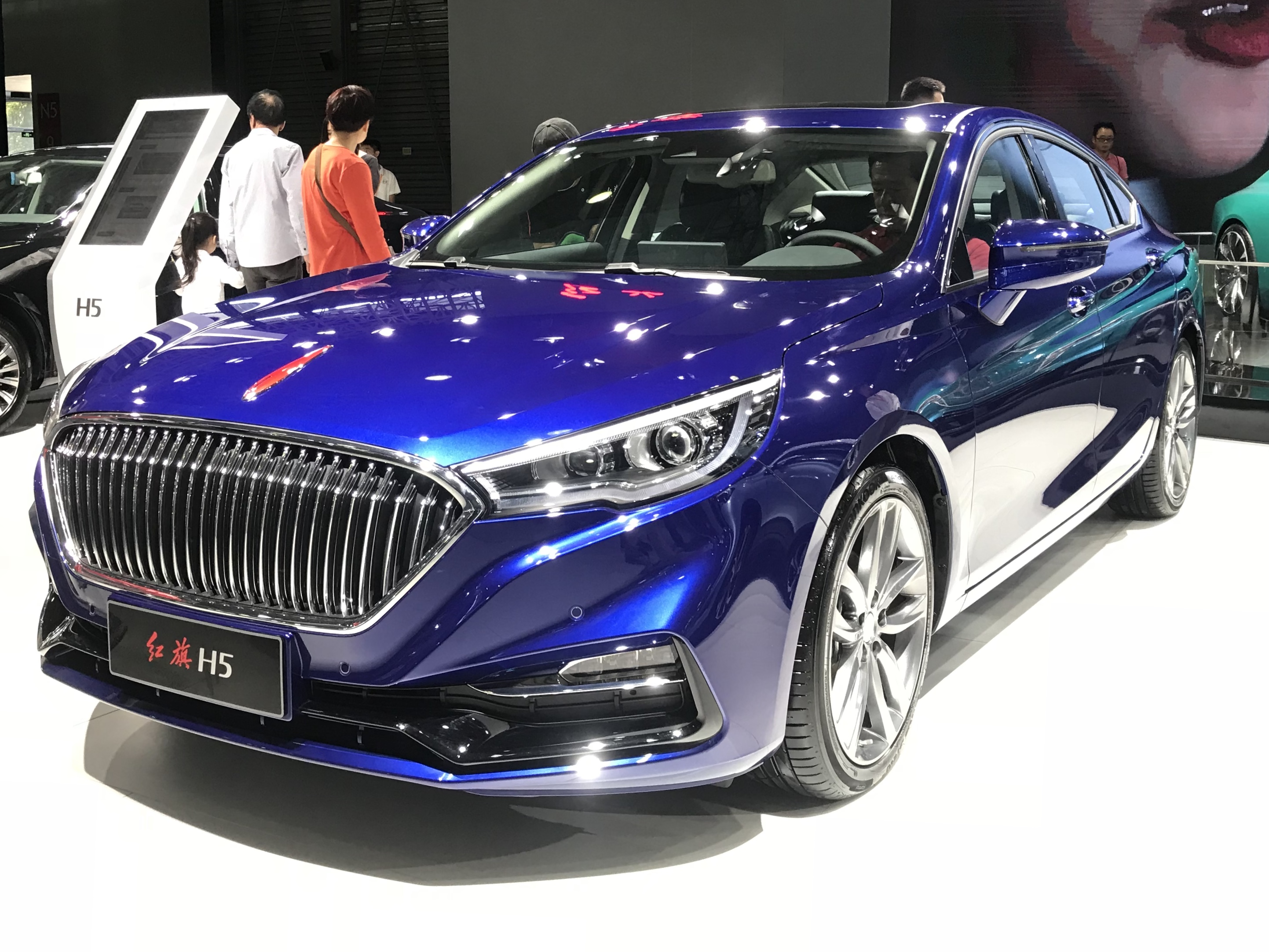
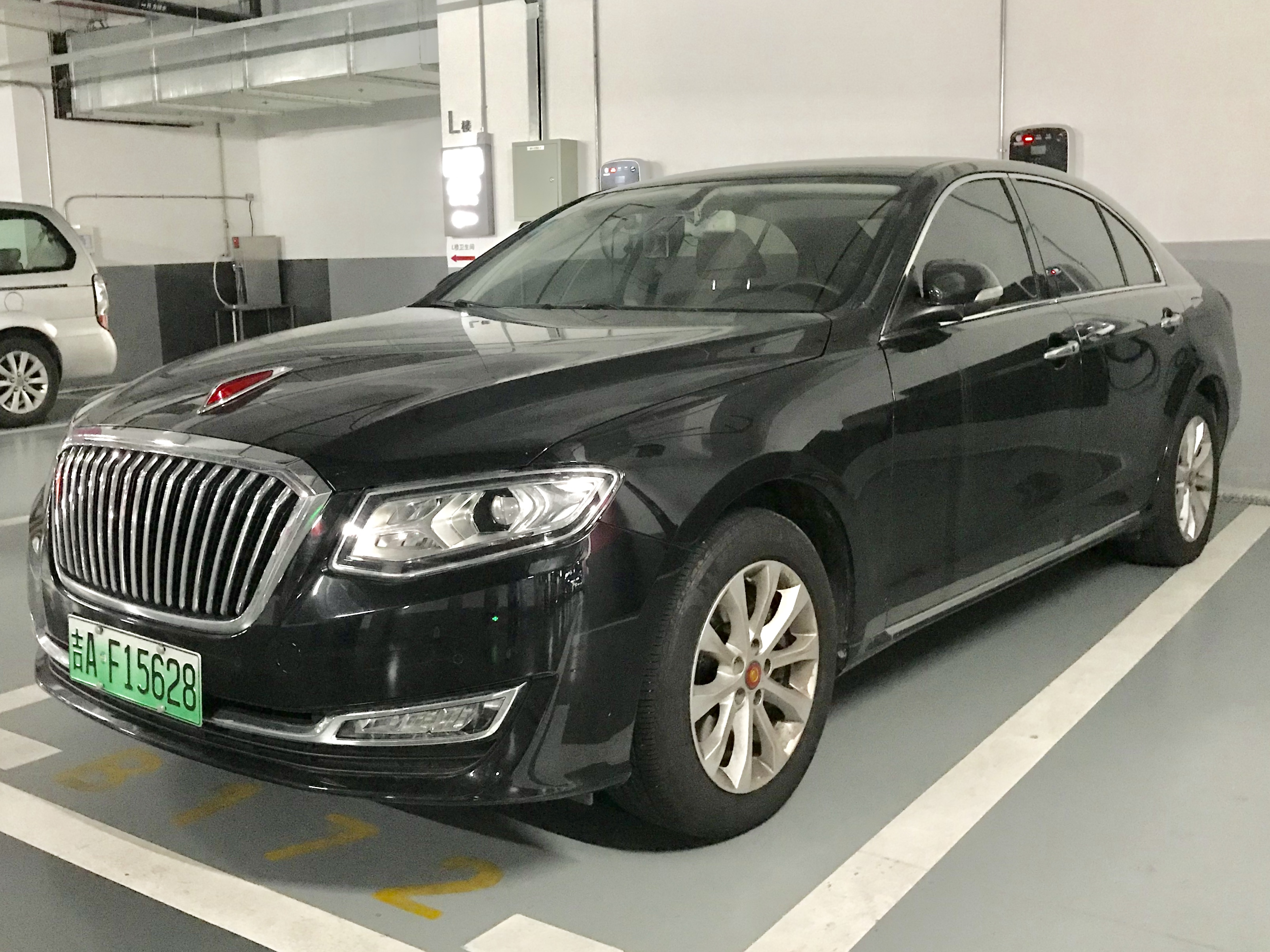
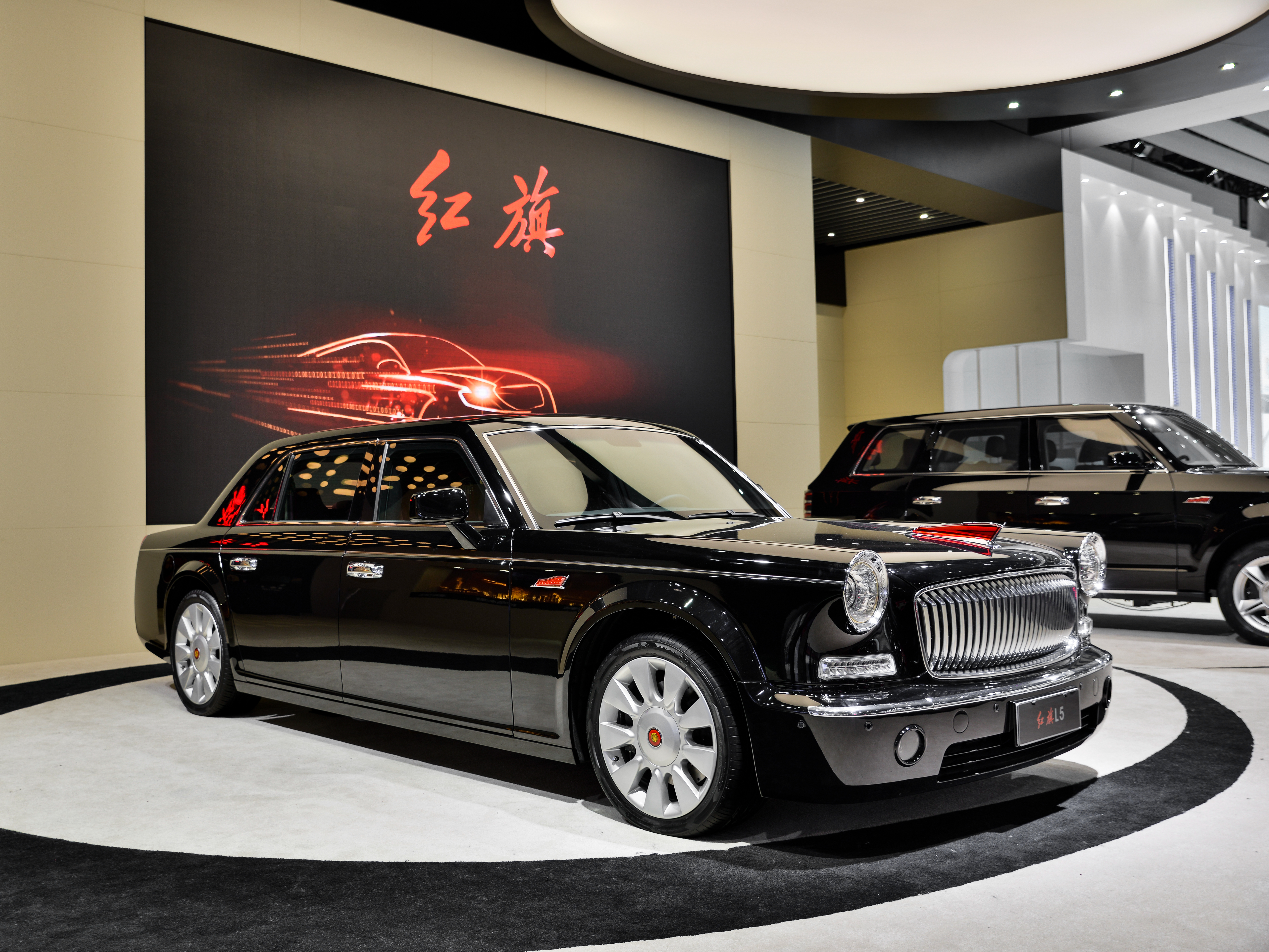
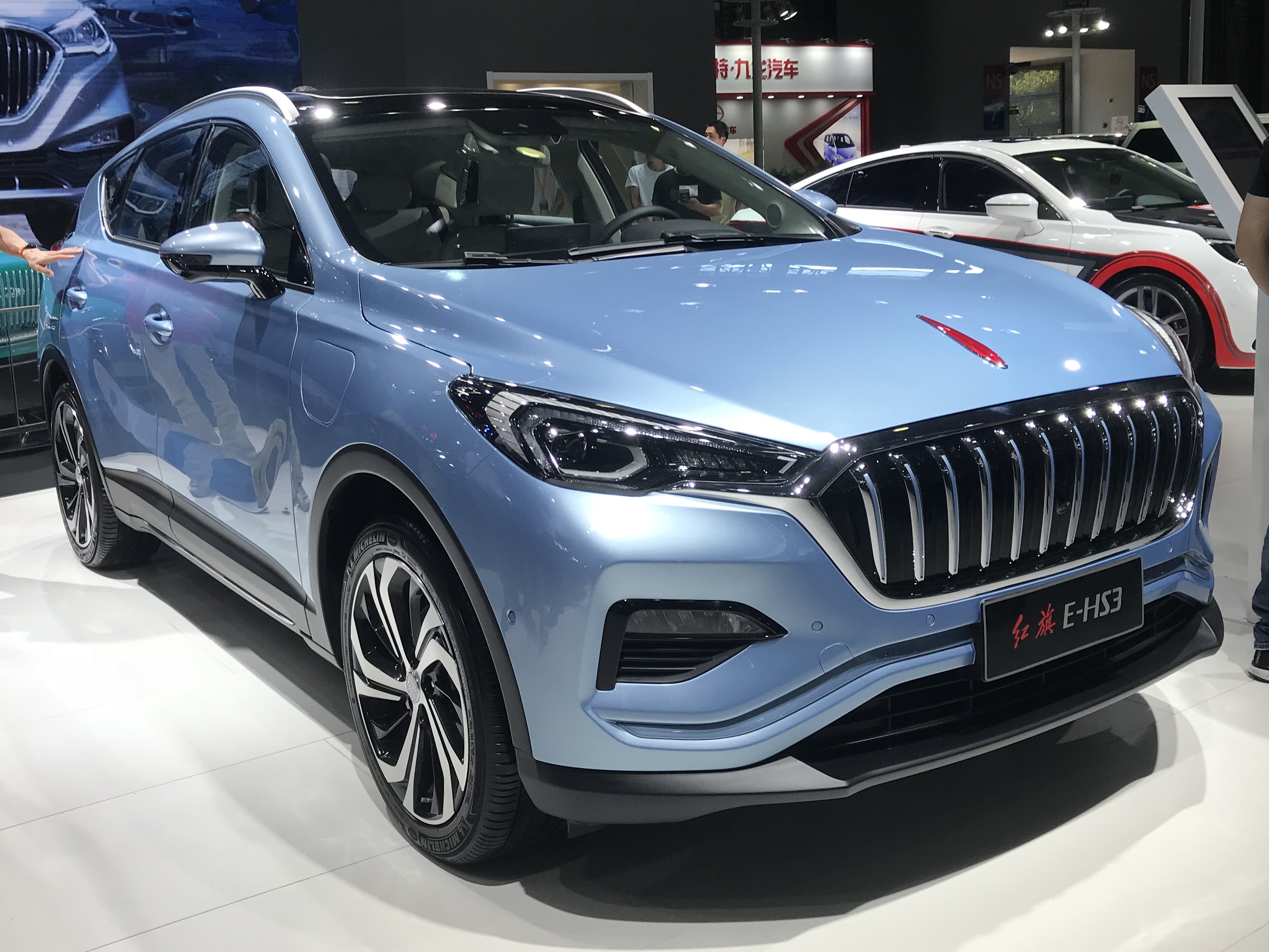

## روابط خارجية
- الموقع الرسمي
- الذكرى الخمسين كتيب تذكاري